# Sępopol
Sępopol est une ville polonaise de la voïvodie de Varmie-Mazurie, dans le powiat de Bartoszyce.

## Histoire
De 1818 à 1945, Schippenbeil fait partie de l'arrondissement de Bartenstein (ancien arrondissement de Friedland, jusqu'en 1927) dans la province de Prusse-Orientale.

## Jumelage
- Lägerdorf (Allemagne) depuis 1993[1]